# Utetheisa butleri
Utetheisa butleri là một loài bướm đêm thuộc phân họ Arctiinae, họ Erebidae.